# 北萊德維爾 (科羅拉多州)
北萊德維爾（英語：Leadville North）是位於美國科羅拉多州萊克縣的一個人口普查指定地區。

## 地理
北萊德維爾的座標為39°15′27″N 106°18′05″W / 39.25750°N 106.30139°W，而該地最高點為海拔高度3094米（即10152英尺）。

## 人口
根據2010年美國人口普查的數據，北萊德維爾的面積為6.70平方千米，均為陸地。當地共有人口1794人，而人口密度為每平方千米267人。